# Rainey Breinburg
Rainey Breinburg, né le 5 août 2005 à Rotterdam aux Pays-Bas, est un footballeur néerlandais qui évolue au poste d'arrière gauche au Feyenoord Rotterdam.

## Biographie

### En club
Né à Rotterdam aux Pays-Bas, Rainey Breinburg est formé par le club local du SBV Excelsior avant de poursuivre sa formation avec le club rival, le Feyenoord Rotterdam, qu'il rejoint en 2016. Il signe son premier contrat professionnel avec le Feyenoord le 15 avril 2022, étant alors lié au club jusqu'en juin 2025,.

### En équipe nationale
Rainey Breinburg est sélectionné avec l'équipe des Pays-Bas des moins de 17 ans pour participer au championnat d'Europe des moins de 17 ans en 2022. Les Pays-Bas se qualifient pour la finale du tournoi après leur victoire aux tirs au but face à la Serbie en demie le 29 mai 2022. Il est titularisé lors de la finale face à la France le 1er juin 2022 mais son équipe s'incline cette fois par deux buts à un.

### En sélection
Pays-Bas -17 ans
- Championnat d'Europe -17 ans :
  - Finaliste : 2022.